# フリーチャンネル
フリーチャンネルは、朝日放送テレビで毎週金曜日深夜（土曜未明）の1時台 - 3時台に放送される単発特別番組枠である。

## 概要
- 1988年4月スタート。毎月第2週は『桂枝雀の枝雀寄席』、最終週はテレビ朝日製作『朝まで生テレビ!』を送り、それ以外の週はお笑い、映画、スポーツ（スーパーベースボール・録画ナイター中継=主に大阪近鉄バファローズ→合併によりオリックス・バファローズ戦等）を週替わりで編成している。
- 枝雀が死去した1999年春季以後、しばらく「朝生」以外の単発枠はなかったが、その後『ますだおかだ角パァ!』が月1回ペースで編成されたりした。
- 2011年から原則として毎月第1金曜（6月から）は「ノンスタ石田のガクショク!」と題して、学生が主体となった情報トーク番組を生放送した。また同年8月からは月1、2回同番組の派生番組として若者の群像を描く映画を「ガクショク THE MOVIE」として放送していた。

## 主なコンテンツ

### 自社製作番組
- うめだメッセ
- 安楽椅子探偵シリーズ
- しゅんげー!ベスト10（2007年6月1日放送）

### 再放送番組
- スシ王子!